# Barbara Shelley
Barbara Shelley (ur. 13 lutego 1932 w Londynie, zm. 4 stycznia 2021) – brytyjska aktorka.
Gwiazda filmów grozy Wioska przeklętych, Dracula: Książę Ciemności, Rasputin: Szalony zakonnik, Quatermass and the Pit.
Zmarła po ciężkiej chorobie.